# 国鉄チ1000形貨車
国鉄チ1000形貨車（こくてつチ1000がたかしゃ）は、日本国有鉄道（国鉄）が1957年（昭和32年）から製作した、10 t 積の貨車（長物車）である。

## 概要
比較的軽量の濶大貨物輸送や遊車運用を主目的として製作された小型の長物車で、1957年（昭和32年）から1962年（昭和37年）にかけて200両（チ1000 - チ1199）が盛岡工場、多度津工場で改造されて作らされた。
戦時設計無蓋車のトキ900形を同様の用途向けに改造した長物車チ500形（10 t 積）の後継形式として計画され、主として第二次世界大戦前に製作された二軸無蓋車のトム11000形、トム16000形、トム39000形、トム50000形、トラ1形、トラ4000形、トラ6000形、トラ23000形の改造名義で製作された。
主に、長尺物輸送時の遊車として他の長物車と組成して運用された。1987年（昭和62年）の国鉄分割民営化では一部の車両がJR各社に承継され、レール輸送時の遊車などに引き続き使用されている。
各年度による改造工場と両数の関係は次のとおりである。
- 1957年（昭和32年）度 - 50両 （種車はトム16000形）
  - 盛岡工場 50両 （チ1000 - チ1049）
- 1959年（昭和34年）度 - 50両 （種車はトラ1形）
  - 多度津工場 50両 （チ1050 - チ1099）
- 1960年（昭和35年）度 - 50両 （種車は12t長軸使用の無蓋車で廃車該当のもの）
  - 多度津工場 50両 （チ1100 - チ1149）
- 1962年（昭和37年）度 - 50両 （種車は12t長軸使用の無蓋車で廃車該当のもの）
  - 多度津工場 50両 （チ1150 - チ1199）

## 仕様・構造
積載荷重 10 t の汎用二軸長物車で、種車である無蓋車の一部部材のみを流用し、台枠・床材など大部分の構造部材を新規に製作して組み立てられた車両である。
台枠は車体長方向に中梁・側梁を、車体幅方向に横梁・端梁を組み合わせた当時の国鉄二軸貨車では一般的な仕様のもので、台枠長は 7,300 mm 、連結器中心間の全長は 8,100 mm である。軸箱を支える「軸箱守」および 軸ばねを支持する「ばね吊受」を側梁に直接接合する構造も設計当時の一般的な仕様である。軸距は 4,300 mm 、軸受は平軸受（第15種）、軸ばねは重ね板ばね（第14種）である。軸ばねの支持機構には二段リンク式を当初から採用し、最高速度は 75 km/h での走行が可能である。
床板は 60 mm 厚 × 200 mm 幅 × 2,550 mm 長の木板 36 枚を車体幅方向に敷いたもので、床面積は 18.6 m2、最大積載容積は 39.1 m3 （床面からの最大積載高さ 2.1 m ）である。車体側面には荷役用のロープ掛けが片側6箇所に設けられる。本形式は想定された用途が一般の長物車と異なることから、車体側面の柵柱受 および 床面上の車体幅方向に設ける荷摺木は省略された。積荷との干渉を避けるため、車体側面の手すりは床面上に突出しない位置に設けられ、連結器は開放テコを本体下部に配置した下作用式とされた。自重は 7.2 t で、換算両数は積車1.4、空車0.8である。
ブレーキ装置は制御弁に K 三動弁を用い、補助空気溜を制御弁と一体化した KC 形自動空気ブレーキで、国鉄貨車が汎用的に用いたものである。補助ブレーキは片側側面のみ向かって右側に足踏み式のブレーキテコを設け、これを操作するための手すり・ステップが側面端部に装備される。

## 運用の変遷

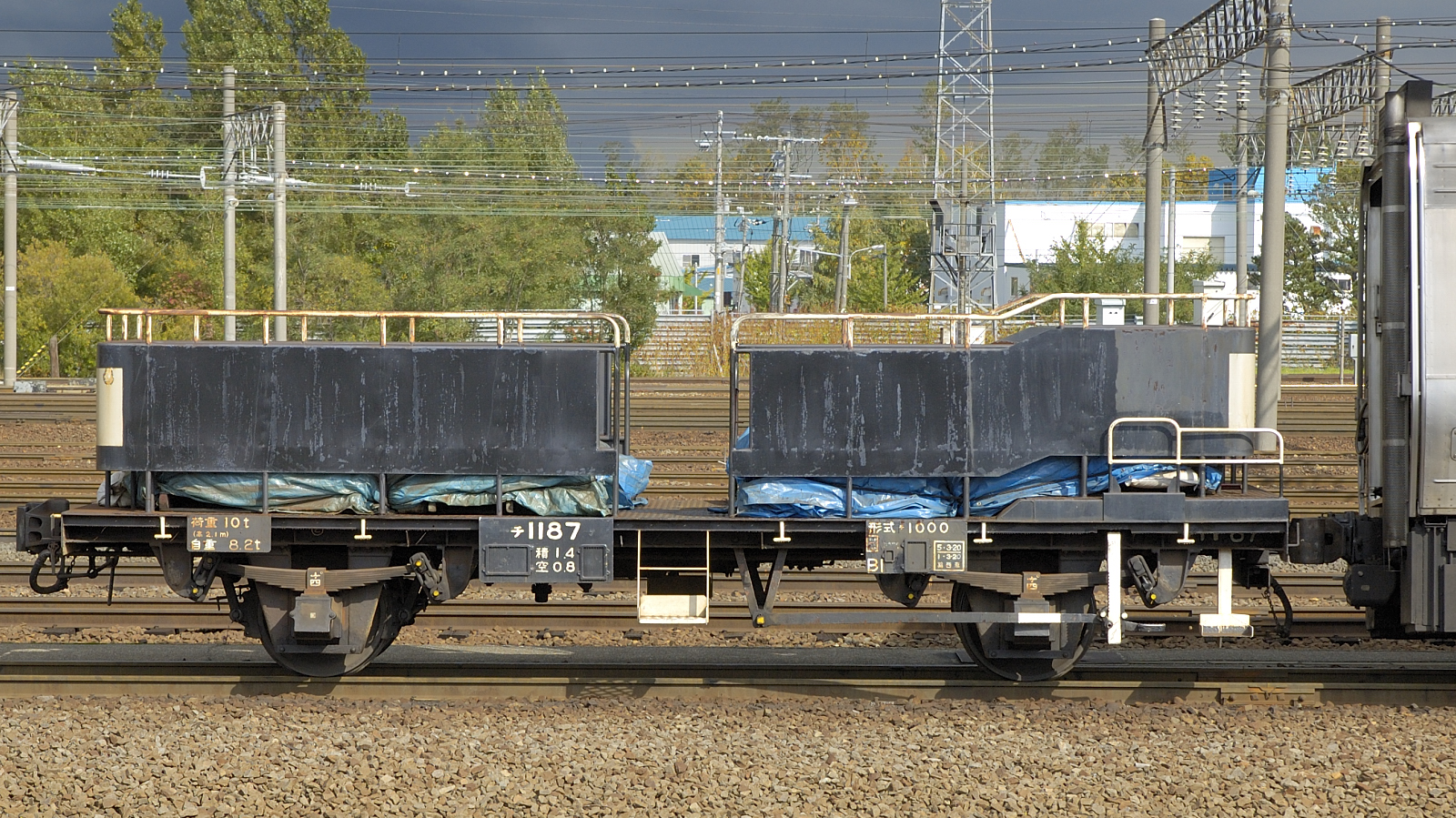
JR北海道のチ1000形チ1187
床面に手すりを増設した控車代用車
（札幌運転所 2007年10月）

製作当初より、コンクリートパイル・一般鋼材・レールなど長尺物輸送時の遊車として用いられたほか、嵩高軽量貨物輸送への充当例も存在した。
遊車運用では、車体長を超える長尺物を積載した貨車の両隣または中間に本形式を組成し、本形式自身には積荷を積載しない。
1987年（昭和62年）4月1日の国鉄分割民営化に伴い、北海道旅客鉄道（JR北海道）に3両、東日本旅客鉄道（JR東日本）に11両、西日本旅客鉄道（JR西日本）に1両、九州旅客鉄道（JR九州）に4両、日本貨物鉄道（JR貨物）に12両の合計31両が承継された。用途は概ね従前と同様で、レール輸送の際に長物車の編成端部に組成する遊車用途が主体である。旅客会社では2021年（令和3年）5月22日にJR東日本に最後まで残った1両が小湊鉄道に譲渡されてされ全廃、JR貨物には2009年（平成21年）時点で5両が在籍する。
JR北海道に在籍していた車両は、専ら構内入換用の控車として用いられ、車体全周にわたる大形の手摺りを追設していた。